# 해리 엔스테드
해리 비드웰 엔스테드(Harry Bidwell Ansted, 1893년 12월 17일 - 1955년 12월 16일)는 미국의 군인, 목사, 교육자였다. 서울대학교의 초대 총장이었으며, 서울대 공식 모토인 'Veritas Lux Mea'(진리는 나의 빛)를 만들었다.

## 생애
- 1893년 미시간 주 템퍼런스(Temperance)에서 출생.
- 1922년 그린빌대학교 Greenville College 졸업
- 1924년 서던캘리포니아대학교 대학원 석사
- 1944년 웨싱턴 스프링스대학교 대학원 법학박사
- 시애틀 파시픽대학교 상과대학장
- 초대 서울대학교 총장
- 1955년 시애틀에서 사망